# Говда Роман Михайлович
Рома́н Миха́йлович Говда (нар. 10 грудня 1980, Новояворівськ Львівської обл.) — український правник, колишній прокурор Києва. Старший радник юстиції.
Перший заступник Генерального прокурора (з 29 липня 2020 року по 13 вересня 2022 року).

## Життєпис
Народився в Новояворівську на Львівщині. 2003 року Львівський університет імені Івана Франка. 2003 року почав роботу в прокуратурі Житомирської області.
З 2005 по 2014 — працює прокурором на різних посадах в прокуратурі Житомирської області.
2013—2014 — заступник генерального прокурора України, перший заступник начальника управління нагляду за додержанням законів органами внутрішніх справ головного управління нагляду в кримінальному провадженні ГПУ.
З 9 липня 2014 — перший заступник начальника управління нагляду за додержанням законів органами внутрішніх справ ГУ нагляду в кримінальному провадженні ГПУ.
з 10 квітня 2015 — прокурор Одеської області, старший радник юстиції.
З 14 вересня 2015 — заступник генпрокурора Віктора Шокіна.
2013—2014 — заступник генерального прокурора України, перший заступник начальника управління нагляду за додержанням законів органами внутрішніх справ головного управління нагляду в кримінальному провадженні ГПУ
9 квітня 2015 — 16 вересня 2015 — прокурор Одеської області.
6 липня 2016 — 16 грудня 2019 — прокурор Києва, з посади прокурора подав у відставки з двома заступниками — Сергієм Репецьким і Андрієм Андрєєвим.
11 грудня 2019 генеральний прокурор України Руслан Рябошапка звільнив Говду з посади прокурора Києва.
30 квітня 2020 Говду було призначено заступником прокурора Києва, який виконував обов'язки прокурора Києва до 27 липня 2020 року.
29 липня 2020 Говду призначено першим заступником генерального прокурора України.
13 вересня 2022 року Говду звільнено з посади заступника генерального прокурора України. Напрями роботи, якими раніше опікувався Говда, були передані новому заступнику генпрокурора — Дмитру Вербицькому.
6 жовтня 2022 року Говду призначено заступником керівника Житомирської обласної прокуратури.

## Скандали

### Причетність до прокурорсько-суддівської мафії
Говда є одним із фігурантів «Плівок Вовка», зроблених правоохоронцями в кабінеті голови ОАСК Павла Вовка. Будучи прокурором Києва, Говда домовився із головою скандально відомого Окружного адміністративного суду Києва суддею Павлом Вовком (Зонтовим) — про вигідне Говді судове рішення. Про це йдеться фільмі-розслідуванні агенції Слідство.Інфо — «Нарадча кімната».

### Переслідування активістів Євромайдану
За часів генерального прокурора України часів Віктора Пшонки під час Революції Гідності Гойда здійснював керівництво підрозділом, який здійснював «нагляд за додержанням законів при провадженні оперативно-розшукової діяльності управління нагляду за додержанням законів органами внутрішніх справ Головного управління нагляду за додержанням законів у кримінальному провадженні Генеральної прокуратури України», який насправді санкціонував порушення каральних кримінальних справ проти євромайданівців та давав згоду на всі негласні слідчі розшукові дії оперативниками центрального апарату МВС під керівництвом міністра МВС епохи Януковича Віталія Захарченка.

### Інші скандали
За твердженнями Віталія Шабуніна, Говда, перебуваючи прокурором Одеси, закрив кримінальне провадження щодо будівництва на Одещині найдорожчого на той час в Україні дитсадка (вартістю майже 40 млн грн., $5 млн за тодішнім курсом), а керуючи прокуратурою Києва, закрив справу щодо мажора Толстошеєва, сина одного з бізнесменів, який збив пенсіонерку на тротуарі під час ДТП.

## Сім'я
Дружина — Добровольська Катерина Ігорівна, прокурор відділу нагляду за додержанням законів при провадженні досудового розслідування та підтримання державного обвинувачення управління нагляду за додержанням законів Службою безпеки України та державною прикордонною службою України Департаменту нагляду за додержанням законів у кримінальному провадженні та координації правоохоронної діяльності Генеральної прокуратури України.
- Говда Софія Романівна, донька
- Добровольський Олег Ігорович, пасинок

## Відзнаки
- нагрудні знаки «Почесний працівник прокуратури України», «За сумлінну службу в органах прокуратури» та «Подяка за сумлінну службу в органах прокуратури» III ступеня.[джерело?]
- «Заслужений юрист України»[19].
- Петро Порошенко Указом № 735/2015 від 31 грудня 2015 року[20] надав Говді звання державного радника юстиції[2] 3 класу, що відповідає званню генерал-майора.[21]